# Списък с награди и номинации на Лана Дел Рей
Това е списък с отличията на певицата Лана Дел Рей.
| Общо              |    |
| ----------------- | -- |
| Спечелени награди | 11 |
| Номинации         | 47 |

## Музикални Награди Билборд
Музикалните награди Билборд са годишни музикални награди, основани от музикалното списание Billboard. Дел Рей е получила две номинации.
| Година | Номинирана за/като | Награда           | Резултат   |
| ------ | ------------------ | ----------------- | ---------- |
| 2012   | Себе си            | Нова стилна икона | Номинирана |
| 2014   | Born to die        | Топ Рок Албум     | Номинирана |

## Награди „Брит“
Наградите БРИТ са годишни поп музикални награди на британска звукозаписна индустрия. Лана Дел Рей е спечелил две награди.
| Година | Номинирана за/като | Награда                  | Резултат  |
| ------ | ------------------ | ------------------------ | --------- |
| 2012   | Себе си            | Международен пробив      | Спечелена |
| 2013   | Себе си            | Международен Соло Артист | Спечелена |
| 2015   | Себе си            | Международен Соло Артист | Предстоящ |

## Critics' Choise Awards
Choice Movie Awards са представени от Асоциацията Критиците на Broadcast Film. Дел Рей е получила две номинации.
| Година | Номинирана за/като  | Награда         | Резултат   |
| ------ | ------------------- | --------------- | ---------- |
| 2014   | Young and Beautiful | Най-добра песен | Номинирана |
| 2015   | Big Eyes            | Най-добра песен | Предстоящ  |

## ECHO награди
Награди ECHO се провеждат ежегодно от Deutsche Phono-Академия. Дел е спечелила две награди от четири номинации.
| Година | Номинирана за/като | Награда                                        | Резултат   |
| ------ | ------------------ | ---------------------------------------------- | ---------- |
| 2012   | Video Games        | Хит на годината                                | Номинирана |
| 2012   | Себе си            | Най-добър международен нов изпълнител          | Номинирана |
| 2013   | Себе си            | Най-добър Поп/Рок международен изпълнител-жена | Спечелена  |
| 2013   | Себе си            | Най-добър меджународен нов изпълнител          | Спечелена  |

## Награди „Златен глобус“
„Златен глобус“ се провеждат ежегодно от „Холивуд чуждестранна прес асоциация“ и признават постижения в киното и телевизията. Дел Рей е получила една номинация.
| Година | Номинирана за/като | Награда                            | Резултат   |
| ------ | ------------------ | ---------------------------------- | ---------- |
| 2015   | Big Eyes           | Най-добра оригинална песен за филм | Номинирана |

## GQ Награди
The GQ наградите се провежда ежегодно от мъжкото списание GQ. Дел Рей е спечелила една награда.
| Година | Номинирана за/като | Награда          | Резултат  |
| ------ | ------------------ | ---------------- | --------- |
| 2012   | Себе си            | Жена на годината | Спечелена |

## Награди „Грами“
Наградите Грами ежегодно се провеждат от Националната академия за Звукозаписни изкуства. Дел Рей е получила две номинации.
| Година | Номинирана за/като  | Награда                                    | Резултат   |
| ------ | ------------------- | ------------------------------------------ | ---------- |
| 2014   | Paradise            | Най-добър поп албум                        | Номинирана |
| 2014   | Young and Beautiful | Най-добра песен писана за визуалната медия | Номинирана |

## IHeartRadio
Основани от iHeartRadio, музикалните награди iHeartRadio се провеждат ежегодно. Дел Рей е получила една номинация.
| Година | Номинирана за/като            | Награда               | Резултат   |
| ------ | ----------------------------- | --------------------- | ---------- |
| 2014   | Summertime Sadness (CC remix) | EDM песен на годината | Номинирана |

## Independent Музикални Награди
Музикалните Награди се провеждат ежегодно от Music Resource Group и почитат независими артисти и пресата. Дел Рей е получила една номинация.
| Година | Номинирана за/като | Награда                               | Резултат   |
| ------ | ------------------ | ------------------------------------- | ---------- |
| 2012   | Video Games        | Любимо международно видео на годината | Номинирана |

## Международни танцови музикални награди
Провеждат се ежегодно, като част от Winter Music Conference. Дел Рей е получила две номинации.
| Година | Номинирана за/като | Награда                                    | Резултат   |
| ------ | ------------------ | ------------------------------------------ | ---------- |
| 2013   | Blue Jeans         | Най-добра Алтернативно/Инди рок денс песен | Номинирана |
| 2013   | Себе се            | Най-добър пробив – Соло изпълнител         | Номинирана |

## Ivor Novello
Ivor Novello награди ежегодно се представят от Британската академия на текстописци, композитори и автори. Дел Рей е спечелила една награда.
| Година | Номинирана за/като | Награда                    | Резултат  |
| ------ | ------------------ | -------------------------- | --------- |
| 2012   | Video Games        | Най-добра съвременна песен | Спечелена |

## MTV награди
Музикални награди на MTV Европа се провеждат ежегодно от MTV и почитат най-популярните песни и певци в Европа. Дел Рей е спечелила една награда от четири номинации.
| Година | Номинирана за/като | Награда          | Резултат   |
| ------ | ------------------ | ---------------- | ---------- |
| 2012   | Себе си            | Best New Act     | Номинирана |
| 2012   | Себе си            | Best Alternative | Спечелена  |
| 2012   | Себе си            | Best Push Act    | Номинирана |
| 2014   | Себе си            | Best Alternative | Номинирана |

## MTV Видео музикални награди
Видео музикални награди за MTV Video се представят всяка година, MTV и показват постиженията в музикалната видео среда. Дел Рей е получиа пет номинации.
| Година | Номинирана за/като | Награда                  | Резултат   |
| ------ | ------------------ | ------------------------ | ---------- |
| 2012   | Born To Die        | Best Art Direction       | Номинирана |
| 2012   | Born To Die        | Най-добра кинематография | Номинирана |
| 2013   | National Anthem    | Best Art Direction       | Номинирана |
| 2013   | Ride               | Най-добра кинематография | Номинирана |
| 2014   | West Coast         | Най-добра кинематография | Номинирана |

## Музикални седмични награди
Основани от английско музикално списание Music Week, представят се ежегодно. Дел Рей е получила една номинация.
| Година | Номинирана за/като | Награда                             | Резултат   |
| ------ | ------------------ | ----------------------------------- | ---------- |
| 2013   | Себе си            | Изпълнител на маркетингова кампания | Номинирана |

## Награди NME
Основани от британското музикално списание NME, наградите се връчват ежегодно. Дел Рей е получила три номинации.
| Година | Номинирана за/като | Награда         | Резултат   |
| ------ | ------------------ | --------------- | ---------- |
| 2012   | Себе си            | Best New Band   | Номинирана |
| 2012   | Video Games        | Най-добро парче | Номинирана |

## Музикални награди „О“
Музикални Награди „О“ се провеждат ежегодно от американската глобална масова медийна компания Viacom. Дел Рей е получила една номинация.
| Година | Номинирана за/като | Награда                     | Резултат   |
| ------ | ------------------ | --------------------------- | ---------- |
| 2012   | Video Games SNL    | Най-лошо изпълнение на живо | Номинирана |

## Q Награди
Основани от британското музикално списание Q. Q Наградите се връчват ежегодно. Дел Рей е спечелила една награда.
| Година | Номинирана за/като | Награда              | Резултат  |
| ------ | ------------------ | -------------------- | --------- |
| 2012   | Себе си            | Следващо Голямо Нещо | Спечелена |

## Награди Satellite
Гласуван от International Press академия. Наградите се провеждат ежегодно и почитат постиженията в телевизията и киното. Дел Рей е спечелилаедна награда.
| Година | Номинирана за/като  | Награда                    | Резултат  |
| ------ | ------------------- | -------------------------- | --------- |
| 2014   | Young and Beautiful | Най-добра оригинална песен | Спечелена |

## Швейцарски музикални награди
Музикалните Швейцарски Награди се поддържат от IFPI Швейцария, SUISA, Swissperform и Музикална Педагогическа асоциация. Дел Рей е получила две номинации.
| Година | Номинирана за/като | Награда                         | Резултат   |
| ------ | ------------------ | ------------------------------- | ---------- |
| 2013   | Born To Die        | Най-добър поп албум             | Номинирана |
| 2013   | Born To Die        | Best Breaking Act International | Номинирана |

## UK Музикални награди
UK Музикални Видео Награди се провеждат ежегодно и почитат постижения в музикалната видео среда. Дел Рей е спечелила една награда от пет номинации.
| Година | Номинирана за/като | Награда                          | Резултат   |
| ------ | ------------------ | -------------------------------- | ---------- |
| 2012   | Blue Jeans         | Най-добро международно поп видео | Номинирана |
| 2012   | Born To Die        | Най-добро международно поп видео | Спечелена  |
| 2012   | National Anthem    | Най-добро международно поп видео | Номинирана |
| 2012   | Blue Jeans         | Най-добра кинематография         | Номинирана |
| 2012   | National Anthem    | Най-добър стайлинг               | Номинирана |

## Световни Саундтрак награди
Световните Саундтрак Награди се връчват ежегодно от World Soundtrack Academy. Дел Рей е получила една номинация.
| Година | Номинирана за/като  | Награда                                   | Резултат   |
| ------ | ------------------- | ----------------------------------------- | ---------- |
| 2013   | Young and Beautiful | Най-добра оригинална песен писана за филм | Номинирана |

## XBOX Entertainment Awards
XBOX Entertainment Awards се поддържат от XBOX.
| Година | Номинирана за/като | Награда                   | Резултат   |
| ------ | ------------------ | ------------------------- | ---------- |
| 2013   | Born To Die        | Най-добър албум           | Спечелена  |
| 2013   | National Anthem    | Най-добро музикално видео | Номинирана |